# Pertti Ukkola
Pertti Olavi Ukkola (* 10. srpna 1950 Sodankylä, Finsko) je bývalý finský zápasník, reprezentant v zápase řecko-římském, olympijský vítěz, mistr světa a mistr Evropy.
Zápasu se začal věnovat v roce 1960. Na mezinárodní scéně debutoval na mistrovství Evropy 1970, kdy obsadil osmé místo. Startoval na třech olympijských hrách. V roce 1972 v Mnichově prohrál v kategorii do 52 kg v prvním kole s Polákem Michalikem a do druhého kola již nenastoupil. V roce 1976 v Montréalu vybojoval v kategorii do 57 kg zlatou medaili. V Moskvě o čtyři roky později ve stejné kategorii vypadl ve třetím kole.
Pětkrát startoval na mistrovství světa, v roce 1977 vybojoval zlatou medaili, v roce 1975 a 1981 vybojoval bronz. Třikrát startoval na mistrovství Evropy, v roce 1977 vybojoval titul.
V roce 1977 byl zvolen finským Sportovcem roku.